# دراع المنظر (النادرة)

تعديل مصدري - تعديل

دراع المنظر محلة تابعة لقرية نشمان، التابعة لعزلة الشرنمه العليا بمديرية النادرة إحدى مديريات محافظة إب في الجمهورية اليمنية، بلغ تعداد سكانها 154 حسب تعداد اليمن لعام 2004.